# Luminária de Banqueiro

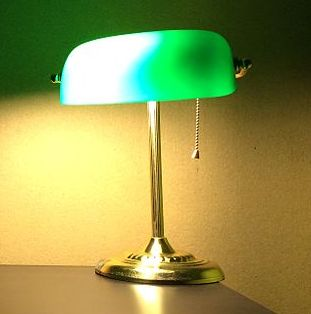
Exemplo de uma luminária de banqueiro.

A chamada luminária de banqueiro (ou Emeralite) é um tipo de luminária elétrica caracterizada por uma base de latão, pantalha de vidro verde retangular e interruptor do tipo "cordinha" (luminárias modernas podem ter outros tipos de interruptor). Outros modelos podem apresentar diferentes cores e formatos de vidro.

## História
A primeira patente para uma luminária de banqueiro foi criada em 11 de Maio de 1909, por Harrison D. McFaddin, e foram produzidas e vendidas com o nome de Emeralite ("esmeralda" e "luz"). As luminárias Emeralite eram produzidas pela fábrica J. Schreiber & Neffen, localizada na cidade de Rapotín, na Moravia.
Outros fabricantes concorrentes as vendiam com os nomes de "Greenalite", "Verdelite" e "Amronlite".